# Barbara rov
Koordinati:   46°9′31.46″N, 15°11′10.28″E
Barbara rov je ime zapuščenega rudnika v Hudi Jami pri Laškem v Sloveniji. Rudnik je postal širše znan leta 2009, po odkritju množičnega grobišča v jami. V rovu je po koncu druge svetovne vojne potekalo množično pobijanje slovenskih in večinoma hrvaških civilistov ter vojnih ujetnikov oboroženih sil NDH in slovenskega domobranstva. Maja in junija 1945 so  Titovi jugoslovanski partizani po bleiburški (pliberški) repatriaciji v jami pobili več kot tisoč ljudi ter s tem storili enega najhujših jugoslovanskih komunističnih zločinov. Mesto pokola v jami so nato zazidali z betonskimi pregradami in razprava o tem je bila strogo prepovedana. 
O množičnem grobišču, enem največjih v Sloveniji, so prvič javno razpravljali leta 1990, po padcu komunizma v Jugoslaviji. Spominska kapelica je bila postavljena pri vhodu v rudnik leta 1997. Preiskava rudnika jame se je začela leta 2008. Delavci so potrebovali nekaj mesecev, da so odstranili betonske zidove, zgrajene po vojni ter nasipano zemljo, da bi odkrili jamo. 3. marca 2009 so preiskovalci v jarku v rudniku našli 427 neznanih trupel. Na prvih petih metrih bližnjega jaška so našli še 369 trupel. Rudnik Barbara rov je nato slovensko in hrvaško politično vodstvo obiskalo, da bi se poklonilo žrtvam. Slovenska vlada je 25. oktobra 2017 objavila, da so posmrtne ostanke 1.416 žrtev identificirali in pokopali v spominskem parku Dobrava pri Mariboru.

## Rudnik
Rudnik Barbara rov je v naselju Huda Jama pri Laškem. Vhod v rudnik je kamnit, nad vhodnimi vrati pa stoji napis Barbara - rov in zraven letnica 1902 — 1942, letnica od začetka delovanja do konca delovanja. Siva kovinska vrata zapirajo vhod v horizontalni rov, ki se po 330 metrih razcepi. Desni rov pripelje do jaška Barbara, ki se spušča na nivo glavnega rova Rudnika Laško. V bližini te lokacije je tudi stojnica jaška Barbara. Levi krak je po 50 metrih dolg še 150 metrov.   
Rudnik je z delovanjem začel leta 1902 in je imel dober proizvod premoga. Med drugo svetovno vojno so rudnik nadzirali Nemci in ga uporabljali za proizvodnjo premoga. Rudnik je z delovanjem prenehal konec leta 1942, zaprt pa je bil maja 1944.

## Povojni poboj ujetnikov v jami

### Ozadje
Po razpadu Neodvisne države Hrvaške (NDH) maja 1945 so njene oborožene sile skupaj z drugimi četami osi, slovenskimi domobranci in veliko skupino slovenskih, hrvaških, srbskih in drugih civilistov začele bežati proti Avstriji, da bi se predale britanskim silam in s tem pobegnile pred komunisti. Vodstvo NDH je odpravilo rasne zakone in je nameravalo poiskati zahodno podporo v boju proti komunizmu. 6. maja so poslali zahtevo za sodelovanje z zavezniki, ki je bila zavrnjena. Jugoslovanski partizani so 8. maja prevzeli Zagreb, glavno mesto NDH. Umikajoče se kolone so šle skozi Slovenijo, pri tem pa jih je spremljalo veliko število civilistov. Do 14. maja so Britanci sprejeli več tisoč vojakov. 15. maja je glavna kolona prispela do mesta Pliberk / Bleiburg, kjer je bila njihova predaja zavrnjena in so bili vrnjeni jugoslovanskim partizanom. Tisti, ki so bili prej odpeljani v britansko ujetništvo, so bili vrnjeni v Jugoslavijo med 18. in 31. majem, vključno z okoli 10.000 slovenskimi domobranci. 

Jugoslovanske oblasti so ujetnike izsiljevale. Tranzitna in priporna taborišča so bila postavljena po vsej Sloveniji, kjer je bil opravljen izbor. OZNA (Oddelek za nacionalno varnost) je izdala natančna navodila o ravnanju z vojnimi ujetniki. Navodilo, ki ga je OZNA izdala 6. maja 1945, določa, da je treba zapornike »pobiti na kraju samem«: 
Stališče do ujetih častnikov in zapornikov je v skladu s prejšnjimi navodili: "Ujetnike je treba brez izjeme odstraniti, razen če prejmete obvestilo OZNA ali pogodbenice, da posameznika ne likvidirajo. Na splošno pri čiščenju in likvidaciji ne smemo kazati usmiljenja."

### Prihod v taborišče Teharje
Več tisoč slovenskih domobranskih ujetnikov je bilo na avstrijski meji pri Dravogradu v Mariboru odpeljanih z vlaki od tam v Celje. Z mestne železniške postaje so jih peš poslali skozi Celje proti bližnjemu taborišču Teharje, zaporniškemu taborišču, ki ga je upravljala OZNA. Med potovanjem so jugoslovanski partizani ujetnike pretepli, ostale pa so ustrelili. V kolonah je bilo tudi veliko civilistov. Ob prihodu v taborišče so vsem odvzeli dragocenosti. Na Teharje so pripeljali tudi nekatere nemške civiliste, ki so izvirali iz Kočevske (Kočevarji). Domobranske ujetnike so razdelili v tri skupine: prvo skupino so sestavljali mladoletni, drugo pa tisti, ki so bili pripadniki domobranstva manj kot pet mesecev, v tretjo skupino pa so bile vključene še druge. Vendar so bile pri tem pravilu izjeme. Tretja skupina je imela najtežje bivanje v taborišču, saj so bili pogosto oskrbljeni brez vode in hrane. Skozi taborišče Teharje je prešlo okoli 7 do 8 tisoč ljudi. 
Zapornike iz tretje skupine so najprej določili za likvidacijo. Njihove roke so bile povezane v paru z drugim zapornikom in naj bi jih s tovornjaki prepeljali do bližnjih morišč. OZNA je za opravljanje prevozov najela voznike iz vse države. Vozniki o podrobnostih akcije niso bili obveščeni.

### Pokol
Konec maja in v začetku junija 1945, ko je jugoslovanska vojska začela prazniti zaporniška taborišča v Sloveniji, so jugoslovanski partizani nekatere ujetnike iz taborišča Teharje in zapora Stari pisker, zavezane z žicami okrog rok, po navodilih Josipa Broza Tita, ponoči s tovornjaki pripeljali na vhod opuščenega rudnika jame Barbara rov v Hudi Jami pri Laškem. Na tovornjakih so pripeljali samo civiliste, Slovence in Hrvate, pa tudi veliko Srbov. Slovenske domobrance, čete NDH, člane hrvaške oborožene sile in vojne ujetnike so pripeljali peš. Ko so prispeli pred vhod, so partizani ujetnikom ukazali, da naj se slečejo do golega, nato pa so jih z žicami zavezane v skupinah po 6 odpeljali v jamo ter jim ukazali, da naj pokleknejo pred minski jašek, da se jih ustreli v glavo ali hrbet, ali pa se jih ubije s minskim kladivom ali krampom. Partizani so žrtve največkrat ustrelili v glavo in zatilje ter jih po strelu zvrnili, da so nato padli v jašek. Ko je bil jašek poln, so partizani zadnje žrtve pobili kar v rovu. Ena od prič pravi, da je en vojak gnal po pet ali šest ujetnikov v rov. Ti so morali s trebuhom leči na trupla umrlih, ki so ležala drug ob drugem v rovu, nato pa jih je vojak postrelil. V nekaterih primerih so skupine po 20–30 zapornikov vrgli v rudniški jašek še živih, nato pa so z ročnimi granatami brutalno pokončali žrtve. Številni zaporniki so bili vrženi v jamo še živi. Med žrtvami, ki so jih partizani pobili in vrgli v jamo, je bilo tudi veliko nedolžnih žensk. Ko so bili jaški jame napolnjeni s trupli umrlih, so komunisti preostale zapornike poslali v smeri Zagorja na severozahodu Hrvaške, kjer so jih pobili, medtem ko so trupla umrlih uničili z raztapljanjem. Rudnik Barbare rov so nato partizani po navodilih, ki jih je izdal Tito, zaprli s 400 kubičnimi metri betonskih in lesenih pregrad, med pregrade pa so dodatno nasipali še zemljo in sod apna, da bi s tem še težje onemogočili dostop do žrtev. Tisti, ki so bili še vedno pri zavesti in živi, so poskušali preplezati drug drugega, da bi prišli do izhoda in se rešili, vendar zaradi trdih betonskih pregrad ter goste zemlje niso mogli pobegniti iz zaprtega rudnika in so zato pozneje v jami umrli zaradi zadušitve, dehidracije in lakote. 
Poboje v jami so izvedli Titovi partizani, ki so bili člani 3. brigade slovenske divizije KNOJ Ljudskega obrambnega korpusa Jugoslavije. V pokolu je bilo ubitih več kot tisoč ljudi. Večina žrtev so bili slovenski in hrvaški civilisti, nemški vojni ujetniki, pripadniki oboroženih sil NDH in slovenskega domobranstva, veliko pa je bilo tudi srbskih civilistov. Pokola v jami Barbara rov, enega največjih jugoslovanskih komunističnih zločinov, ni preživel nihče.

## Dogodki po pokolu
Ocenjuje se, da je bilo po repatriaciji v Bleiburg ubitih najmanj 70.000 do 80.000 ljudi. V Sloveniji je več kot 700 množičnih grobov, kar so jugoslovanske komunistične oblasti prikrile in prepovedale razpravo o pobojih. 
Del rudnika Barbara rov, kjer je prišlo do pobojev, je bil hermetično zaprt. Ostali so začeli obratovati 1. novembra 1945 in so proizvajali premog do leta 1992. V jugoslovanskih arhivih ni pisnih podatkov o poboju. Eden od prvih omemb dogodka je povezan s sodnim postopkom iz maja 1947, ko je bilo pet ljudi obtoženih vohunjenja obsojenih na smrt, med njimi tudi 32-letna nosečnica, ki je trdila, da so jugoslovanske oblasti v Brežicah pretepale in pobijale ujetnike v Košnici pri Celju in v Hudi Jama. 

## Preiskava in odkritje
Čeprav je bila razprava o pokolu v jami strogo prepovedana, so med domačini vseeno krožile govorice o pokolu in grobišču v jami. Prve uradne študije o mestu so se začele javno pojavljati novembra 1989, ko je bila proti neznanim storilcem vložena kazenska prijava zaradi umora neznanega števila zapornikov v Hudi Jami. Državno tožilstvo je poročilo posredovalo PU Celje oktobra 1991. Desetletje pozneje, leta 2001, je slovenska policija začela uradno preiskavo grobišča v Hudi Jami, saj so se govorice o grobišču v jami razširile. Januarja 2008 se je Komisija za prikrita množična grobišča v Sloveniji pod vodstvom Jožeta Dežmana, Mitje Ferenca in Romana Leljaka odločila za pregled jame Barbara rov, da bi se prepričala, ali govorice o množičnem grobišču v jami držijo. Komisija je nato julija istega leta začela z izkopavanjem jame. Prva od enajstih betonskih pregrad je bila postavljena 300 metrov po vhodu v jamo in je bila narejena iz betona. Podrta je bila 24. julija 2008. Delavci so nato potrebovali osem mesecev, da so odstranili 400 m2 betonskega zidu, podrli še dodatnih deset pregradnih sten iz armiranega betona, opek in gline (vsaka stena je bila debela 1 meter) ter izkopali zemljo in sod apna, da bi prišli do grobišča. Prvo truplo so našli 23. februarja 2009, 449 metrov v rudniku, potem, ko so podrli 9. pregrado. Zdi se, da je žrtev preživela pokol in ji je uspelo prekopati 7-8 metrov zemlje in soda apna, dokler ni prišla do neprehodnih betonskih pregrad, česar ni mogla prebiti ali uničiti in ji je zmanjkalo kisika. 27. februarja so pred 10. pregrado našli drugo truplo. To žrtev so raziskovalci poimenovali "upornik", saj se zdi, da je bila žrtev ubita neposredno ob gradnji betonskih pregrad. 3. marca 2009 je bila v jami podrta zadnja, enajsta betonska pregrada, ki je bila narejena iz desk gramoza in apna. Ko je bila izkopana vsa zemlja za zadnjo pregrado, so preiskovalci morali počakati nekaj ur, da je v jašek po 64 letih znova vstopil kisik. Ko so ugotovili, da je v rovu ponovno mogoče dihati, so preiskovalci popoldne 3. marca vstopili v jašek. Na vhodu v jašek so bili najdeni številni čevlji, kosi oblačil žrtev in žic, na tleh pa so bili videni tudi posušeni madeži krvi. Ko so vstopili v jašek, so preiskovalci odkrili še dodatnih 427 trupel, ki so bila v veliki meri mumificirana zaradi pomanjkanja kisika v rudniku.Na truplih so bili še vidni lasje, koža, ušesa in nohti. Z izkopavanjem nadaljnjih 5 metrov v 45 metrov globoko v rudniški jašek so odkrili še 369 trupel. Raziskovalna ekipa je pri tem posnela vse posnetke njihovega dela in odkritja grobišča.
Andreja Valič Zver, vodja Slovenskega raziskovalnega centra za nacionalno spravo, je ob odkritju množične grobnice dejala, da "trenutni podatki, ki temeljijo na ustnih pričevanjih, kažejo, da bi lahko bili pobiti ljudje slovenskega ali hrvaškega državljanstva. Nadaljnja preiskava je pokazala, da je večina žrtev slovenskih in hrvaških civilistov. Raziskovalci so med trupli našli ortopedsko opremo in povoje, kar pomeni, da so bili med žrtvami tudi ranjeni vojaki. Odkritih je bilo tudi več čopov iz ženskih las. Ko se trupla med identifikacijo poseda, so na stenah jaška ostali kosi las.
Jože Dežman, vodja Komisije, je dejal, da je »to ena od 15 slovenskih Srebrenic«. Specialist sodne medicine Jože Balažic je komentiral: »Prizori, ki smo jih tam našli, kažejo, da so žrtve umrle v agoniji. Vsa trupla so prekrita z apnom in glede na njihov položaj trupla se zdi, da so se žrtve nekaj časa premikale.« Pavel Jamnik z Uprave slovenske kriminalistične policije je opozoril, da so bile nekatere žrtve še vedno pri zavesti, ko so drugi umrli, kar se prepozna po razpokah in pomeni, da so se premikali. Nad površino apna se je držalo več okostnjakov in očitno je, da so se žrtve poskušale rešiti v agoniji. Hrvaški zdravniki so ponudili svojo pomoč pri analizi DNK ostankov, ki bi jih lahko uporabili za identifikacijo hrvaških žrtev.  
Slovensko ministrstvo za delo, družino, socialne zadeve in enake možnosti je 25. oktobra 2017, več kot osem let od odkritja množičnega grobišča, je bilo objavljeno, da je bilo na podlagi predhodnih podatkov antropološke in arheološke analize skupaj najdenih 1.416 žrtev v jaških jame. Posmrtne ostanke 769 žrtev so izkopali iz najdišča leta 2009, še 647 pa leta 2016. Med njimi je bilo 21 žensk, najmlajše žrtve pa so bile stare 17 let. Domnevajo, da je večina žrtev pripadnikov vojaških sil NDH. 6. marca 2017 je slovenska antropologinja Petra Leben Seljak dejala, da so med drugo skupino, izkopano leta 2016, skoraj vsi moški, starejši od 40 let in mlajši do 20 let, 8 odstotkov pa je bilo starih med 18 in 20 let.

## Politični in institucionalni odziv
Prvi visoki uradnik, ki je po odkritju 3. marca 2009 obiskal množično grobišče, je bila slovenska generalna tožilka Barbara Brezigar, ki je kraj opisala za grozljivega. V naslednjih dneh je rov obiskal slovenski poslanec v Evropskem parlamentu ter nekdanji predsednik vlade in član Nove Slovenije, Lojze Peterle. Peterle je kritiziral takratnega slovenskega predsednika Danila Türka, ker ni obiskal rova. Ko so ga med obiskom mesta Trbovlje 8. marca, na mednarodni dan žena, le 10 kilometrov stran od množičnega grobišča, prosili za komentar o tem vprašanju, je Türk to vprašanje zavrnil in množično grobišče označil za  »drugorazredno temo«. Pozive k obisku grobišča je zavrnil kot »politično manipulacijo«, ko ga pa je ena od novinark opozorila, da je med žrtvami v rudniku tudi veliko žensk, je tenkočutno odvrnil, da »naj to raziščejo ljudje, ki to raziskujejo.« Kasneje je Türk zločin obsodil in dodal: »Obsojam vse usmrtitve med (drugo svetovno) vojno in po njej«. 
Türkove izjave, da je treba te poboje razumeti v kontekstu druge svetovne vojne, so slovensko obrambno ministrico Ljubico Jelušič spodbudile k trditvi, da ne more biti opravičila, da pobojev ne obsodi. Skupaj s predsednikom vlade in predsednikom državnega zbora je predsednik Türk 1. novembra 2009, na dan spomina na mrtve, položil vence na vhodu v rudnik. 
Takratna podpredsednica hrvaške vlade Jadranka Kosor in notranji minister Tomislav Karamarko sta 9. marca obiskala rov in ponudila pomoč pri DNK identifikaciji žrtev. Hrvaška vlada je 10. marca pozvala k skupni slovensko-hrvaški preiskavi grobišča in izvajanju sporazuma iz leta 2008 o označevanju vojaških pokopališč. Do leta 2013 je slovenska vlada pomagala financirati ureditev mesta in postavitev sprehajalnih poti, odvodnjavanje, prezračevanje zraka in elektrifikacijo. 

## Komemoracija
Po padcu komunizma je bila na tem mestu leta 1997 postavljena in posvečena spominska cerkvena kapela. Kmalu po posvetitvi je bila kapelica uničena zaradi vandalov, po stenah pa so bili napisani slogani, med drugim »Smrt izdajalcem« in »Smrt fašizmu«. 
13. junija 2015 je potekala komemoracija ob 70-letnici pokola, ki se je je udeležilo okoli 2000 ljudi. Med njimi so bili slovenski predsednik Borut Pahor, katoliški škofje iz Slovenije in Hrvaške ter različne delegacije slovenskih in hrvaških organizacij. Junija 2016 je bila pred jamo organizirana še ena komemoracija ob obletnici pokola, pri tem pa so slovenski in hrvaški državljani na vejah dreves pred vhodom v jamo obesili napis »Tito morilec«. 
27. oktobra 2016 je bilo 778 identificiranih žrtev premeščenih in pokopanih na pokopališču Dobrava pri Mariboru. Spomina so se udeležili hrvaško vodstvo, med drugim premie Andrej Plenković, predsednica Kolinda Grabar-Kitarović in predsednik Božo Petrov, cerkveni dostojanstveniki in slovenski predsednik Borut Pahor. Na seji hrvaške vlade istega dne je Andrej Plenković dejal, da nas »pokop žrtev povojnega komunističnega terorja v Hudi Jami spominja na naš dolg do žrtev totalitarizma«.
Od odkritja jame so številni raziskovalci napisali številne knjige o jami, katere so izšle v več izvodov in dosegle veliko priljubljenost. Režiranih je bilo tudi nekaj filmov, od katerih je zelo znan film Rudar. Leta 2017 so bili posnetki izkopavanja jame uporabljeni v dokumentarnem filmu Huda jama - strogo čuvana tajna. Aprila 2018 je Roman Leljak izdal knjigo z naslovom »Pokopan še živ. Najhujši zločin Josipa Broza Tita - Huda Jama«